# 凯蒂·萨加尔
凯蒂·萨加尔（英語：Katey Sagal，1958年10月15日—），女，美国演员。曾获得金球奖剧情类剧集最佳女主角。